# دیوید سیرا (بازیکن فوتبال)
دیوید سیرا (انگلیسی: David Sierra؛ زادهٔ ۱۶ سپتامبر ۱۹۸۳) بازیکن فوتبال اهل اسپانیا است.
از باشگاه‌هایی که در آن بازی کرده‌است می‌توان به باشگاه فوتبال فوئنلابرادا، باشگاه فوتبال رئال مادرید سی، و باشگاه فوتبال پومفرادینا اشاره کرد.